# 재송동
재송동(栽松洞)은 부산광역시 해운대구의 법정동이다. 행정동으로는 재송1동과 재송2동으로 나뉜다. 재송1동은 인근의 우2동과 함께 센텀시티를 구성하지만 옛 수영비행장의 터로도 사용된 내력이 있다. 추후 해운대구청이 이전될 예정에 있다.

## 교육
- 재송초등학교
- 송수초등학교
- 신재초등학교
- 반산초등학교
- 센텀초등학교
- 재송중학교
- 재송여자중학교
- 센텀중학교
- 센텀고등학교

## 기관
- 부산해운대경찰서
- 부산지방법원 동부지원
- 부산지방검찰청 동부지청
- 해운대구청 별관
- 예정 : 해운대구청 (본청사)
- 부산극동방송

## 주거
| 단지명                     | 건설사     | 시행사                                                                 | 주소                        | 입주        | 비고             |
| -------------------------- | ---------- | ---------------------------------------------------------------------- | --------------------------- | ----------- | ---------------- |
| 해운대 센텀 e편한세상      | 대림산업   | ㈜다우썸                                                               | 해운대구 해운대로76번길 55  | 2006년 2월  |                  |
| 해운대 더샵 센텀파크 1단지 | 포스코건설 | 포스코건설 백송종합건설㈜                                              | 해운대구 센텀중앙로 145     | 2005년 10월 |                  |
| 해운대 더샵 센텀파크 2단지 | 포스코건설 | 포스코건설 백송종합건설㈜                                              | 해운대구 센텀중앙로 142     | 2005년 12월 |                  |
| 해운대 더샵 센텀스타       | 포스코건설 | ㈜세진메이즈                                                           | 해운대구 센텀동로 123       | 2008년 11월 |                  |
| 해운대 더샵 센텀누리       | 포스코건설 | 재송1구역 주택재개발정비사업조합                                       | 해운대구 해운대로 253       | 2014년 11월 | 재송1구역 재개발 |
| 센텀 동부센트레빌          | 동부건설   | (유)동부부산개발                                                       | 해운대구 해운대로161번길 12 | 2006년 8월  |                  |
| 재송 우신골든빌            | 우신건설㈜ | 우신건설㈜                                                             | 해운대구 재반로125번길 30   | 2006년 10월 |                  |
| 르엘 리버파크 센텀         | 롯데건설   | ㈜하나자산신탁 ㈜백송홀딩스 ㈜제이앤제이플래닝 지우알앤씨㈜ ㈜마켓리더 |                             |             |                  |

## 상업시설 및 기타
- 센텀스카이비즈
- 해리단길

## 하천
- 수영강

## 교통

### 철도
- 동해선 광역전철 : 재송역, 센텀역

## 같이 보기
- 센텀시티